# Klagenfurti repülőtér
Az Klagenfurti repülőtér (IATA: KLU, ICAO: LOWK) egy nemzetközi repülőtér Karintiában, az ausztriai Klagenfurt közelében.

## Megközelítése
A repülőtér bejáratától 5-10 percnyire (kb.: 750 méterre) található Bahnhof Klagenfurt-Annabichl S-Bahn állomás. Innen félóránként indulnak S-Bahn vonatok Klagenfurt irányába.
Autóval az A2-es autópálya Klagenfurt Flughafen kijáratánál hajthatunk le a főútról a repülőtér irányába.

## Légitársaságok és úticélok
| Légitársaság      | Célállomások                  |
| ----------------- | ----------------------------- |
| Austrian Airlines | Bécs                          |
| easyJet           | Szezonális: London–Gatwick    |
| Eurowings         | Köln/Bonn                     |
| Lauda             | Szezonális: Palma de Mallorca |
| Transavia         | Szezonális: Rotterdam         |

## Forgalom
| 1980                                              | 82 151  | -       | 3 083 | -       |
| 1990                                              | 148 062 | 80,23%  | 5 209 | 68,96%  |
| 2000                                              | 235 503 | 59,06%  | 8 325 | 59,82%  |
| 2005                                              | 522 697 | 121,95% | 8 907 | 6,99%   |
| 2010                                              | 425 933 | -18,51% | 7 482 | -16,00% |
| 2011                                              | 375 307 | -11,89% | 6 451 | -13,78% |
| 2012                                              | 279 045 | -25,65% | 4 576 | -29,07% |
| 2013                                              | 258 421 | -7,39%  | 4 262 | -6,86%  |
| 2014                                              | 224 846 | -12,99% | 3 920 | -8,02%  |
| 2015                                              | 227 625 | 1,24%   | 3 922 | 0,05%   |
| 2016                                              | 193 709 | -14,90% | 3 392 | -13,51% |
| 2017                                              | 216 905 | 11,97%  | 3 700 | 9,08%   |
| Forrás: a Klagenfurti repülőtér hivatalos oldala§ |         |         |       |         |